# NGC 5389
NGC 5389 (другие обозначения — UGC 8866, MCG 10-20-51, ZWG 295.27, IRAS13544+5959, PGC 49548) — галактика в созвездии Большая Медведица.
Этот объект входит в число перечисленных в оригинальной редакции «Нового общего каталога».